# Бад-Эндбах
Бад-Эндбах (нем. Bad Endbach) — община в Германии, в земле Гессен. Подчинён административному округу Гиссен. Входит в состав района Марбург-Биденкопф. Население составляет 8330 человек (на 31 декабря 2010 года). Занимает площадь 39,84 км². Община подразделяется на 8 сельских округов.

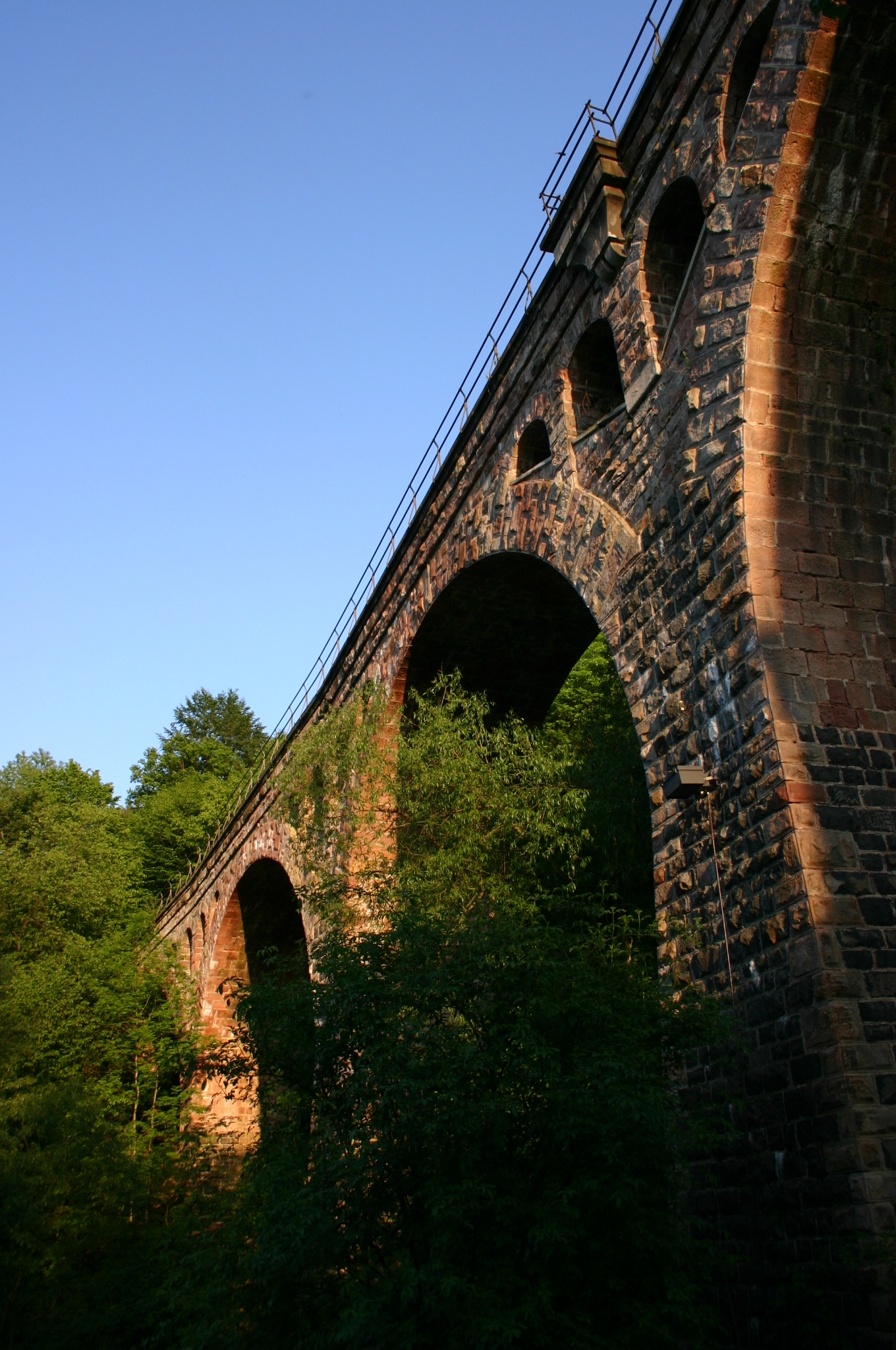
Железнодорожный виадук
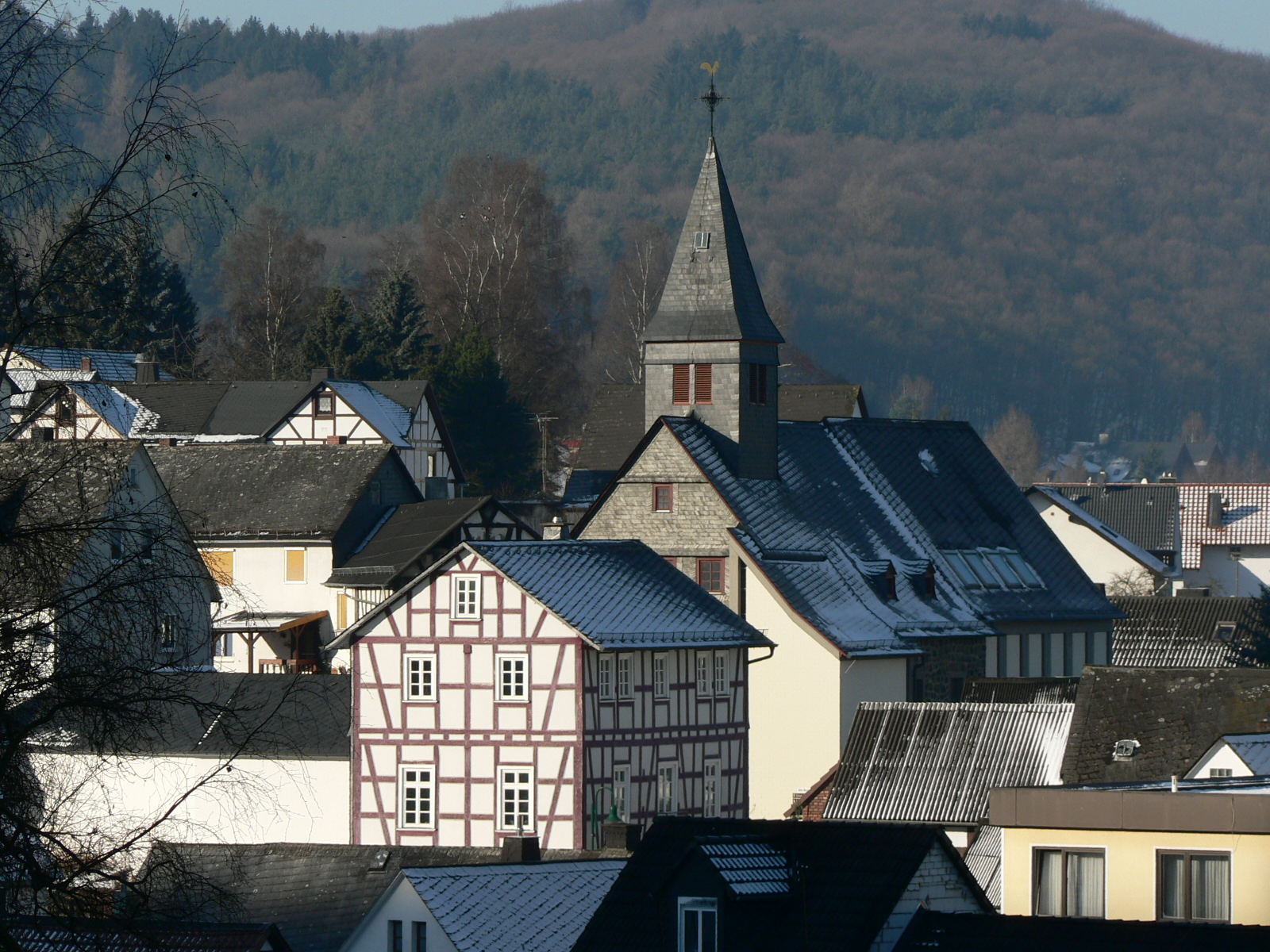
Городская церковь
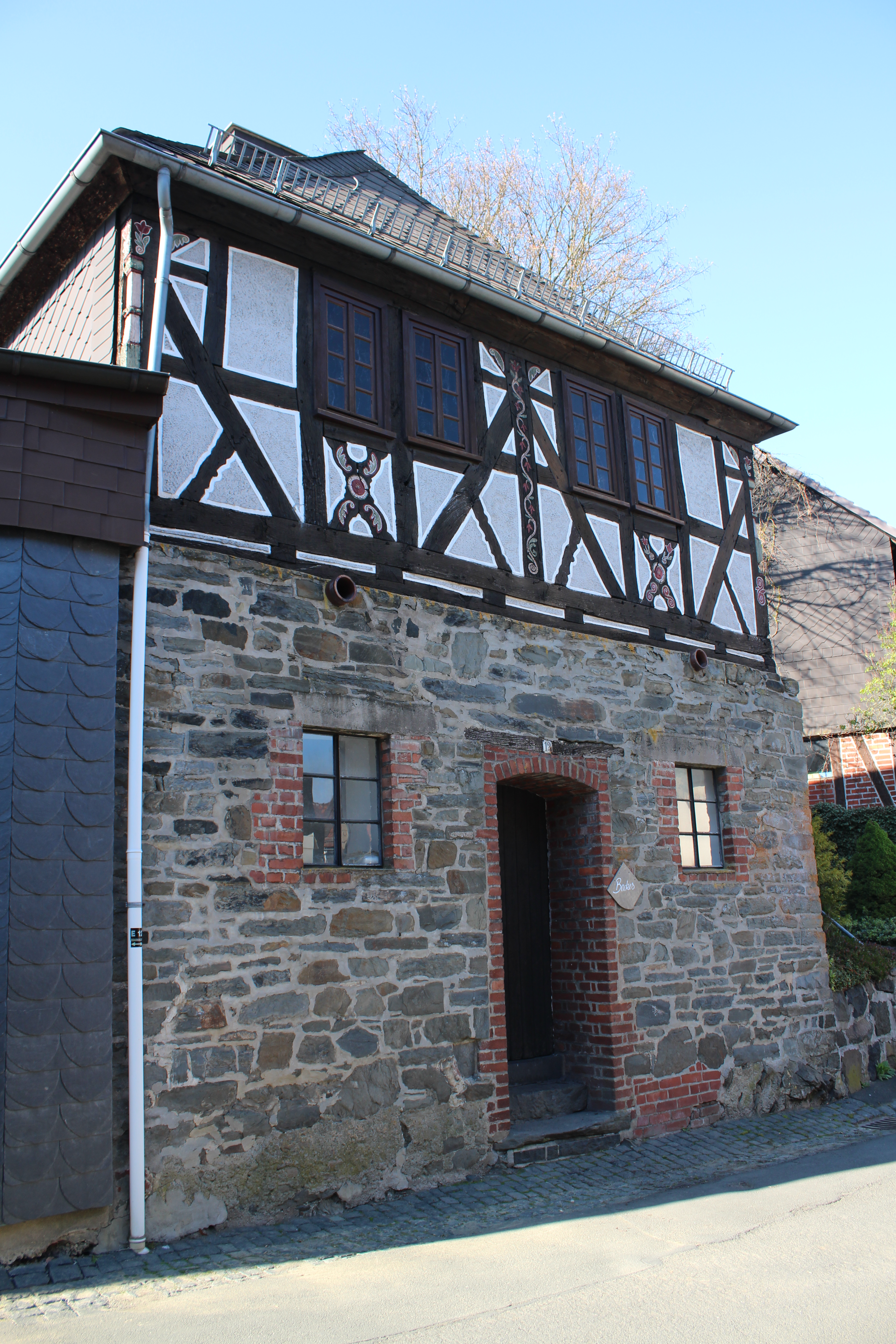
Пекарня
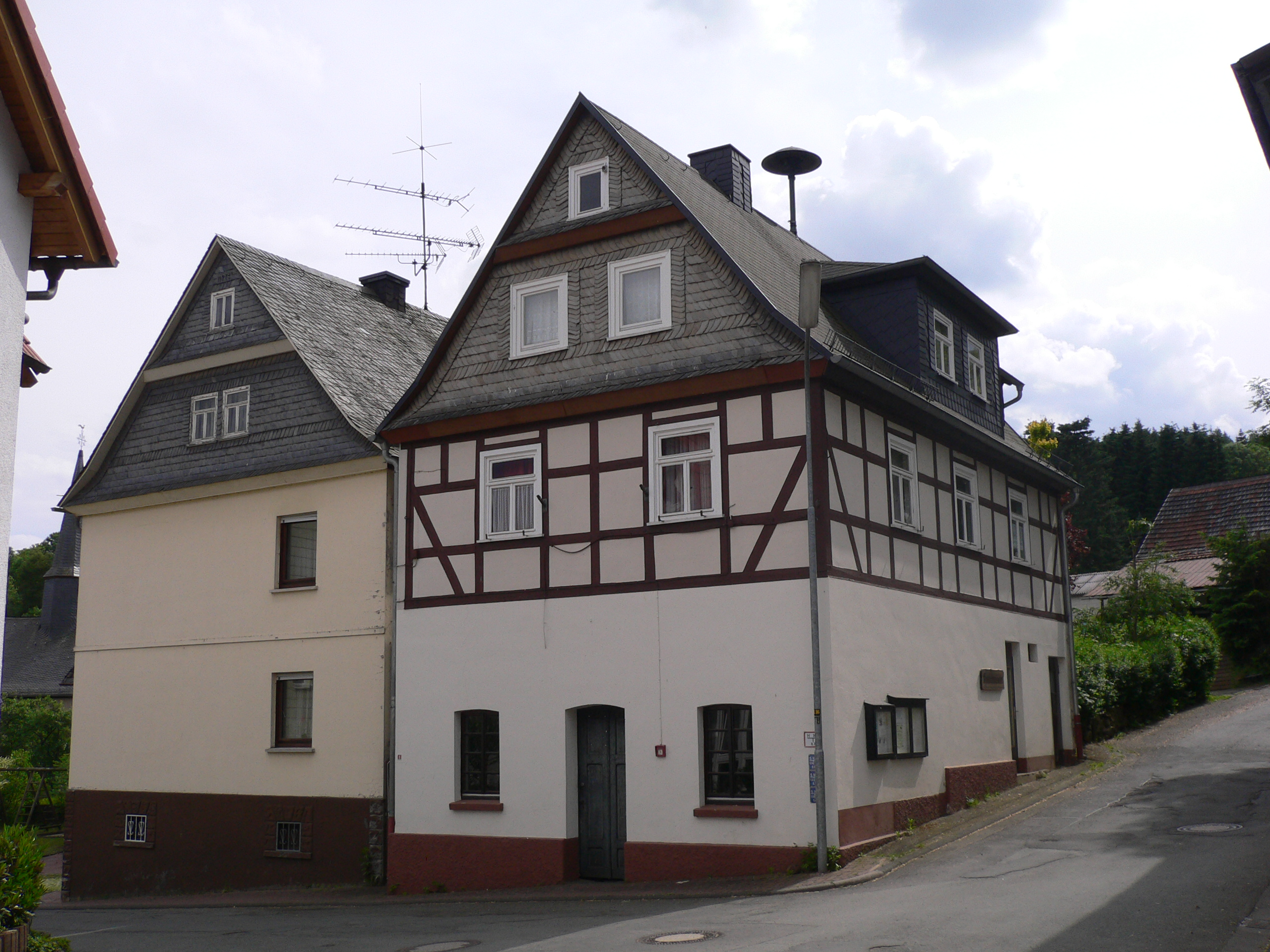
Музей
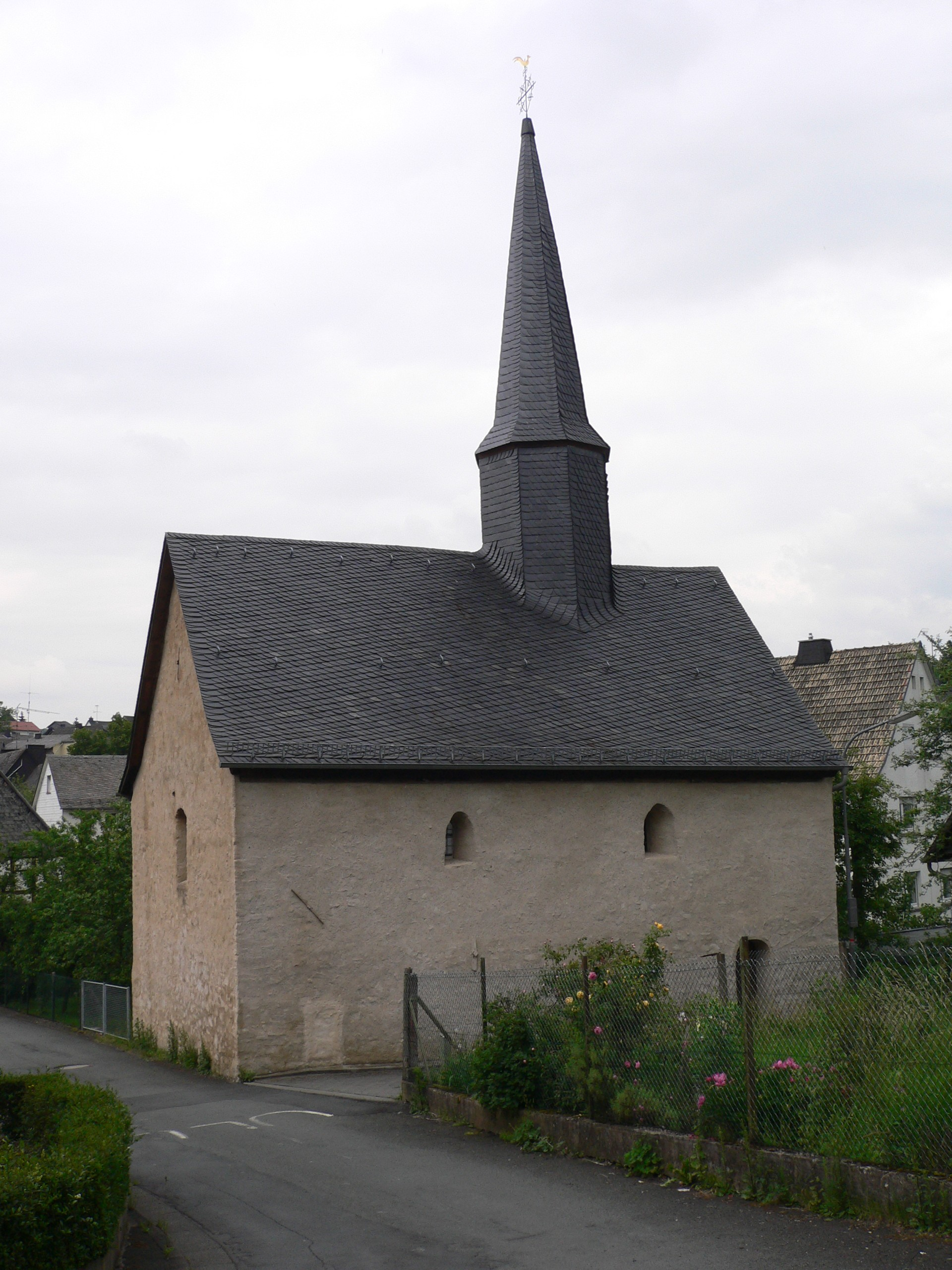
Евангельская церковь

## Население
| Год  | Численность | Численность |
| ---- | ----------- | ----------- |
| 2011 | 8734        | [ 4 ]       |
| 2017 | 7987        | [ 1 ]       |
| 2019 | 7928        | [ 5 ]       |
| 2021 | 7895        | [ 6 ]       |
| 2022 | 7895        | [ 2 ]       |
| 2023 | 7906        | [ 3 ]       |